# 巴布科克 (伊利諾伊州)
巴布科克（英語：Babcock）是位於美國伊利諾伊州羅克艾蘭縣的一個非建制地區。該地的面積和人口皆未知。

## 地理
巴布科克的座標為41°31′46″N 90°23′45″W / 41.52944°N 90.39583°W，而該地的平均海拔高度為177米（即581英尺）。